# 고양이를 부탁해 (텔레비전 프로그램)
《고양이를 부탁해》는 2018년 3월 2일부터 2022년 2월 27일까지 방송된 EBS 1TV의 동물 전문 교양 프로그램이다.

## 역대 방송 시간
| 방송 채널 | 방송 기간                         | 방송 시간                                                 |
| --------- | --------------------------------- | --------------------------------------------------------- |
| EBS 1TV   | 2018년 3월 2일 ~ 2018년 3월 16일  | 매주 금요일 밤 11:35 ~ 11:55                              |
| EBS 1TV   | 2018년 3월 23일 ~ 2018년 4월 27일 | 매주 금요일 밤 11:30 ~ 11:55                              |
| EBS 1TV   | 2018년 5월 4일 ~ 2018년 8월 17일  | 매주 금요일 밤 11:20 ~ 11:55                              |
| EBS 1TV   | 2018년 9월 1일 ~ 2019년 3월 30일  | 매주 토요일 오전 11:30 ~ 낮 12:00                         |
| EBS 1TV   | 2019년 4월 5일 ~ 2019년 8월 16일  | 매주 금요일 밤 11:35 ~ 12:05                              |
| EBS 1TV   | 2019년 8월 31일 ~ 2020년 2월 1일  | 매주 토요일 밤 10:45 ~ 11:15 (1부) 밤 11:15 ~ 11:35 (2부) |
| EBS 1TV   | 2020년 2월 8일 ~ 2020년 3월 28일  | 매주 토요일 밤 10:45 ~ 11:35                              |
| EBS 1TV   | 2020년 4월 3일 ~ 2020년 8월 21일  | 매주 금요일 밤 11:30 ~ 12:00                              |
| EBS 1TV   | 2020년 8월 28일 ~ 2021년 8월 20일 | 매주 금요일 밤 11:35 ~ 12:05                              |
| EBS 1TV   | 2021년 9월 5일 ~ 2022년 2월 27일  | 매주 일요일 저녁 5:00 ~ 5:30                              |

## 역대 내레이션
- 1대 : 지숙 (시즌 1)
- 2대 : 김보민 (시즌 2, 3, 4, 5의 전반기)
- 3대 : 신송이 (시즌 5, 6)
- 4대 : 이제인 (시즌 7)
- 임시 : 최희 (시즌 1 마지막편)

## 같이 보기
- 고양이

## 동일 소재 프로그램
- 우리말 겨루기 (KBS 교양운영팀 제작)
- 가족오락관, 상상오락관, 옥탑방의 문제아들 (KBS 예능운영팀 제작)
- 동물의 왕국, 동물의 세계, 동물극장 단짝 (KBS 1TV)
- 주주클럽, 슈퍼독, 단짝, 은밀하고 위대한 동물의 사생활, 개는 훌륭하다, 동물은 훌륭하다, 나는 아픈 개와 산다, 펫 비타민 (KBS 2TV)
- 동물일기, 야옹멍멍 귀여워, 세상에 나쁜 개는 없다, 아기 동물 귀여워, 펫하트, 극한 직업 (EBS 1TV)
- 세계의 비밀 수호대 번개맨 (EBS 2TV)
- 타타와 쿠마 (EBS·5BRICKS 공동 제작)
- 와우! 동물천하, 애니멀즈, 하하랜드, 오래봐도 예쁘다, 2020 추석특집 아이돌 멍멍 선수권대회, 심장이 뛴다 38.5 (MBC TV)
- TV 동물농장, 어쩌다 마주친 그 개, 펫미픽미, 푸바오와 할부지, 생활의 달인, 더솔져스, 검은 양 게임 (SBS TV)
- 마리와 나, 그랜드 부다개스트, 우리집 막내극장 (JTBC)
- 기막힌 동물원, 우리집에 해피가 왔다 (MBN)
- 동고동락, 개먼드라마 파트라슈 (TV조선)
- 대화가 필요한 개냥, 냐옹은 페이크다, 캣츠 앤 독스, 슬기로운 의사생활, 슬기로운 의사생활 시즌2, 해치지 않아, 해치지 않아 X 스우파, 슈퍼액션 (tvN)
- 펫토리얼리스트 (온스타일)
- 이 주의 책 (cpbc FM)
- 개별방송, 식빵 굽는 고양이, 잘살아보시개, 오 마이 펫, 여자친구! 강아지를 부탁해, 펫 닥터스 (skyPetpark)
- 상상고양이 (MBC 에브리원)
- 달려라 댕댕이 (MBC 에브리원, MBC 스포츠플러스 공동 제작)
- 펫츠고! 댕댕트립 (SBS 플러스)
- 소나무의 펫하우스 (SBS MTV)
- 라디오 북클럽, 주말하이킥 이윤석입니다 (MBC 표준FM)
- 개밥 주는 남자, 너는 내 운명, 서민갑부 (채널A)
- 천재! 시무라 동물원 (日 NTV)
- 도그 위스퍼러 (美 NGC채널)
- 지옥에서 온 고양이 (美 애니멀 플래닛)
- 개과천선 아메리카 (영국 채널 4, Sky One)

## 특이 사항
- EBS 고양이를 부탁해의 고양이 행동 전문가로 김명철 수의사와 나응식 수의사가 출연하고 있다. 고양이의 행동에 대해 도움이 필요하다면 고양이를 부탁해에 의뢰도 할 수 있다.
- 고양이를 부탁해에 소개된 장소는 욕지도, 김명철 수의사가 소개한 아이노시마, 허우통 마을 등 3곳이 있다.
- 행동 수정 이외의 경우 특이하게도 인터넷 방송으로 소개되었던 김메주와 고양이들과 함께 라이브 방송을 진행한 적도 있다.
- 저명 인사로는 MyunDo, 1TEAM(원팀) 그리고 아이오아이의 김소혜 등 3명만 출연한 적이 있다.
- 시즌 2와 시즌 4에는 박지선도 같이 출연하였다.